# Dekanija Velika Nedelja
Dekanija Velika Nedelja je rimskokatoliška dekanija Nadškofije Maribor. 

## Župnije
- Župnija Kog
- Župnija Miklavž pri Ormožu
- Župnija Ormož
- Župnija Središče ob Dravi
- Župnija Svetinje
- Župnija Sv. Lenart - Podgorci
- Župnija Sv. Tomaž
- Župnija Velika Nedelja